# Priča iz Hrvatske
Priča iz Hrvatske (croat: Història de Croàcia; també distribuïda internacionalment com Idaho Potato, per la banda de rock de nom anglès dirigida pel protagonista de la pel·lícula) és una pel·lícula croata del 1991 dirigida per Krsto Papić. Va ser la presentació de Croàcia als Premis Oscar de 1992 a l'Oscar a la millor pel·lícula de parla no anglesa però no fou acceptada com a nominada.

## Repartiment
- Ivo Gregurević com a Luka
- Mustafa Nadarević com a Andrija
- Dragan Despot com a Ilija
- Zoja Odak com l'esposa de Luka
- Vedrana Međimorec com a dona d'Andrija
- Robert Belinić com a Ivan (nen)
- Ana Mamić com a Marina (nena)
- Kristijan Ugrina com a Ivan (adult)
- Maja Ružić com a Marina (adult)
- Martin Sagner com a Veí
- Nada Abrus com a Gertrude Schmidt
- Nada Gačešić-Livaković